# Предраг Оцоколич
Предраг Оцоколич ((серб. Предраг Оцокољић, Predrag Ocokoljić), нар. 29 липня 1977, Белград, СФРЮ) — сербський футболіст, захисник.

## Клубна кар'єра
Виступав за команди «Доркол» і белградський «Палилук». Сезон 1997/98 провів у клубі «Раднічкі» з міста Ніш. У команді він зіграв 26 матчів і забив 1 гол.
Після виступав за команду «Обилич». У сезоні 1998/99 років разом з командою став срібним призером чемпіонату Югославії, тоді «Обилич» поступився лише «Партизану». У наступному сезоні клуб завоював бронзові медалі, поступився лише «Партизану» та «Црвені Звезді», отримав право брати участь в Кубку Інтертото. 17 червня 2000 року він дебютував у єврокубках в програному матчі Кубку Інтертото проти хорватської «Цібалії» (1:3), в домашньому матчі «Обилич» зіграв в нічию (1:1) і вилетів з турніру. На початку 2002 року побував на перегляді в бельгійському «Генку», пробувши в розташуванні клубу три тижні він повернувся в «Земун».
8 березня 2002 року він зіграв за «Земун» в національному чемпіонаті, а через кілька днів підписав контракт з донецьким «Шахтарем» і був внесений до заявки клубу. За основний склад в чемпіонаті України Предраг провів всього 1 матч, 8 квітня 2002 року проти донецького «Металурга» (0:1), Оцоколич тоді вийшов на заміну на 74-ій хвилині замість Маріана Аліуце. Також Оцоколич провів 5 матчів і забив 1 м'яч за «Шахтар-2» в Першій лізі України. Не зумівши закріпитися в «Шахтарі» він повернувся в «Обилич», де провів ще один рік.
Влітку 2003 року перейшов у французьку «Тулузу». У першому сезоні в команді він провів 35 матчів і став основним гравцем клубу. У липні 2004 року в товариському матчі він отримав важку травму коліна і не зміг грати близько восьми місяців. Влітку 2005 року він підписав дворічний контракт з клубом «Шатору». Потім він недовгий час перебував у складі «Обилича».
Влітку 2007 року перейшов в кіпрський АЕЛ з міста Лімасол. У команді він грав протягом року і зіграв 24 матчі. Опісля перейшов в «Анортосіс». У сезоні 2008/09 «Анортосіс» завоював бронзові медалі чемпіонату Кіпру, поступившись лише «Омонії» та АПОЕЛ. У цьому ж сезоні «Анортосіс» вперше пробився в груповий раунд Ліги чемпіонів, в кваліфікації клуб обіграв «Пюнік», «Рапід» і «Олімпіакос». У груповому турнірі «Анортосіс» посів останнє 4 місце, поступившись «Вердеру», «Інтернаціонале» та «Панатінаїкос». Оцоколич в єврокубковому виступі провів 9 матчів. У сезоні 2009/10 «Анортосіс» став срібним призером чемпіонату.
Влітку 2010 року він перейшов в «Етнікос» з Ахна.

## Кар'єра в збірній
Провів 4 матчі в турнірах УЄФА за молодіжну збірну Югославії U-21.
У національній збірній Сербії і Чорногорії дебютував 16 листопада 2003 року виїзному товариському матчі проти Польщі (4:3), Оцоколич почав матч в основі, але на 55-ій хвилині був замінений на Слободана Марковича. Останній раз в збірній Предраг Оцоколич зіграв 31 березня 2004 року проти Норвегії (0:1).

## Досягнення
- Чемпіонат Югославії
  -  Срібний призер (1): 1998/99
  -  Бронзовий призер (1): 1999/00

- Чемпіонат Кіпру
  -  Срібний призер (1): 2009/10
  -  Бронзовий призер (1): 2008/09

## Особисте життя
Предраг одружений з Лідією Величкович, сестрою співачки Світлани Ражнатович.